# Tadeusz Dobrzański
Tadeusz Dobrzański (ur. 6 września 1916 w Samborze, zm. 18 czerwca 1996 w Krakowie)  – polski dyrygent i kompozytor.

## Życiorys
Syn Józefa. W latach 1924–1933 kształcił się w szkole muzycznej J. Zielonczanki-Donichtowej w Samborze (fortepian i teoria muzyki). W 1938 ukończył studia na Wydziale Prawa Uniwersytetu Jana Kazimierza we Lwowie. W latach 1933–1948 działał jako dyrygent zespołów instrumentalnych i chóralnych. W latach 1951–1954 studiował prywatnie kompozycję u Artura Malawskiego . 
Od 1948 stale współpracował z Chórem i Orkiestrą Polskiego Radia w Krakowie (obecnie PRiTV), na stanowisku dyrygenta i kierownika chóru, a od 1962 także dyrygent orkiestry. W latach 1962–1982 był kierownikiem Chóru PRiTV w Krakowie, z którym do 1989 nadal pracował. Równolegle w latach 1970–1971 prowadził chór Państwowej Wyższej Szkoły Muzycznej w Krakowie. Z zespołem chóru Polskiego Radia dokonał szeregu nagrań archiwalnych, przygotował większość kompozycji oratoryjno-kantatowych, wykonywanych z udziałem czołowych polskich orkiestr symfonicznych. Jako kierownik i dyrygent chóru Polskiego Radia brał udział w występach zespołu w NRD (1951), Szwajcarii (1967), Francji (1971), Włoszech (1972) . 
Zmarł w Krakowie, pochowany na cmentarzu Rakowickim (kwatera XXXVIII-9-10). 

## Twórczość
W jego twórczości kompozytorskiej, obejmującej ponad 2500 utworów, dominuje muzyka popularna. Jest autorem ok. 1000 aranżacji i opracowań, m.in. przygotowanych dla Orkiestry Polskiego Radia i Telewizji w Krakowie.

## Kompozycje
(na podstawie materiałów źródłowych )
|  | - Rapsodia rosyjska [wersja I] na orkiestrę (1948) - Rapsodia rosyjska [wersja II] na orkiestrę dętą (1948) - Pierwsza fantazja polska [wersja I] na orkiestrę (1949) - Druga fantazja polska [wersja I] na orkiestrę (1949) - Hej, od Sącza jadę, kantata na sopran, tenor, baryton, chór mieszany i orkiestrę (1949) - Trzecia fantazja polska na orkiestrę (1951) - Parafraza walca z „Hrabiny Maricy” Kalmana na orkiestrę (1954) - Wicher stycznia na chór męski i fortepian (1954) - Rapsodia na dwie orkiestry i chór żeński (1955) - Parafraza walca „Destiny” na orkiestrę (1955) - Wariacje na temat piosenki Warsa na orkiestrę (1957) - Impresje taneczne na skrzypce, saksofon altowy, saksofon tenorowy i orkiestrę (1958) - Tańcząca palma na saksofon altowy i orkiestrę (1959) - Wariacje na temat piosenki Youmansa „Ja chcę być szczęśliwa” na orkiestrę (1959) - Trzy pieśni na chór mieszany (1960) - Gąski, fuga-scherzo na chór żeński a cappella (1962) - Trzy tańce na skrzypce i orkiestrę (1964) - Loża królewska, operetka (1964) - Mój brat niepoprawny, komedia muzyczna (1965) - Perpetuum na orkiestrę symfoniczną (1967) - Relaks, suita na orkiestrę symfoniczną (1967) - Mój ojciec, suita na solistów, chór męski i orkiestrę (1968) - Pierwsza fantazja polska [wersja II] na orkiestrę dętą (1968) - Druga fantazja polska [wersja II] na orkiestrę dętą (1968) - Dwie pieśni do słów Aleksandra Puszkina na chór mieszany a cappella (1968) - Introdukcja na orkiestrę dętą (1968) - Na start do gwiazd, suita na solistów, chór męski i orkiestrę (1968) | - Nim przyjdzie wiosna pieśń na chór mieszany a cappella (1969) - Obsesja na saksofon tenorowy, chór mieszany i orkiestrę (1970) - Suita kwiatów na chór mieszany i orkiestrę (1970) - Louis Armstrong in memoriam na orkiestrę (1971) - Mały Orfeusz na flet i orkiestrę (1971) - Wariacje na temat starej pieśni żołnierskiej na wielką orkiestrę dętą (1971) - Kawaler księżycowy, widowisko (1971) - Dwie pieśni do słów Władysława Broniewskiego na chór mieszany a cappella (1972) - Tryptyk na bas solo, recytatora, chór mieszany i wielką orkiestrę symfoniczną (1973) - Fantazja na temat Warszawianki na wielką orkiestrę dętą (1974) - Fantazja na temat „Poluszko” Knippera na orkiestrę dętą (1976) - Dwie liryki do słów Wandy Bacewicz na chór mieszany (1977) - Wojsko Polskie, uwertura na wielką orkiestrę dętą (1978) - Trzy erotyki do słów poetów hiszpańskich na chór mieszany a cappella (1979) - Tryptyk morski na chór mieszany a cappella (1979) - Pochwalone bądź boskie morze na chór mieszany a cappella (1979) - Trzy pieśni o morzu na chór mieszany a cappella (1979) - Wodzicka, woda, pieśń ludowa z nowotarskiego na chór mieszany a cappella (1979) - Sonet na chór mieszany a cappella (1979) - Dzban nie ugasi na chór mieszany a cappella (1979) - Powrócą znowu czarne jaskółki na chór mieszany a cappella (1979) - Preludium i fuga na nonet smyczkowy (1979) - Marsz góralski na orkiestrę dętą (1979) - Temat z wariacjami na kwartet smyczkowy (1979) - Sześć miniatur na oktet dęty drewniany (1979) - Trzeci maj, fantazja na wielką orkiestrę dętą (1981) - Ruchoma przystań, 3 pieśni na chór mieszany a cappella (1984) |

## Ordery i odznaczenia
- Krzyż Oficerski Orderu Odrodzenia Polski (1973)[1] [2]
- Krzyż Kawalerski Orderu Odrodzenia Polski (1964)
- Złoty Krzyż Zasługi (1954)[4]
- Złota Odznaka „Za Pracę Społeczną dla miasta Krakowa” (1965)[5]